# Adiba Jaigirdar
Adiba Jaigirdar (Dacca, ...) è una scrittrice bangladese naturalizzata irlandese.
Il suo romanzo d'esordio, The Henna Wars, è elencato tra i "100 Migliori Libri YA di Tutti i Tempi" del TIME, insieme a romanzi come Piccole Donne, Il signore delle mosche e Il giovane Holden.

## Biografia
Jaigirdar è nata a Dacca, in Bangladesh, poi da bambina ha vissuto alternatamente in Arabia Saudita e in Bangladesh. All'età di dieci anni, lei e la sua famiglia sono emigrati a Tullamore, in Irlanda; da allora vive nella regione di Dublino.
Per gran parte della sua vita, è sempre stata una delle poche persone di colore presenti in ogni stanza, un'esperienza che ha plasmato la sua scrittura.
Jaigirdar si identifica come una donna musulmana queer di colore. Come i personaggi del suo romanzo Hani and Ishu's Guide to Fake Dating, a Jaigirdar "è stato detto che parti della sua identità ne annullano altre e non potrebbero esistere nella stessa persona.". La sua scrittura è ora ispirata dalla sua storia e con la speranza che i giovani musulmani di colore possano abbracciare le loro identità queer.

## Educazione
Dopo essere immigrata in Irlanda all'età di 10 anni, Jaigirdar ha frequentato una scuola cattolica per sole ragazze.
Jaigirdar ha un Bachelor of Arts in inglese e storia presso l'Università del Kent, così come un Master of Arts in studi postcoloniali presso l'University College di Dublino.

## Carriera
Oltre a scrivere romanzi per giovani adulti, Jaigirdar è stata una scrittrice per Book Riot. Insegna anche inglese come lingua straniera ai recenti immigrati in Irlanda.
Jaigirdar, scegliendo di scrivere di persone come lei, ha dichiarato: "La mia stessa esistenza è politica, quindi le cose che scrivo saranno anche viste come implicitamente politiche.".

## Opere
- The Henna Wars (2020)
- Hani and Ishu's Guide to Fake Dating (2021)
- A Million to One (2022)

### Contributi all'antologia
- 200 CCS: Year One (2017)
- Momentum (2018)
- Keep Faith (2019)
- Allies: Real Talk About Showing Up, Screwing Up, And Trying Again, a cura di Dana Alison Levy (2021)